# Rue Jean-Jaurès (Puteaux)
Pour les articles homonymes, voir Rue Jean-Jaurès.
La rue Jean-Jaurès est une voie de communication située à la limite de Puteaux (Hauts-de-Seine). Elle suit le tracé de la route départementale 4.

## Situation et accès

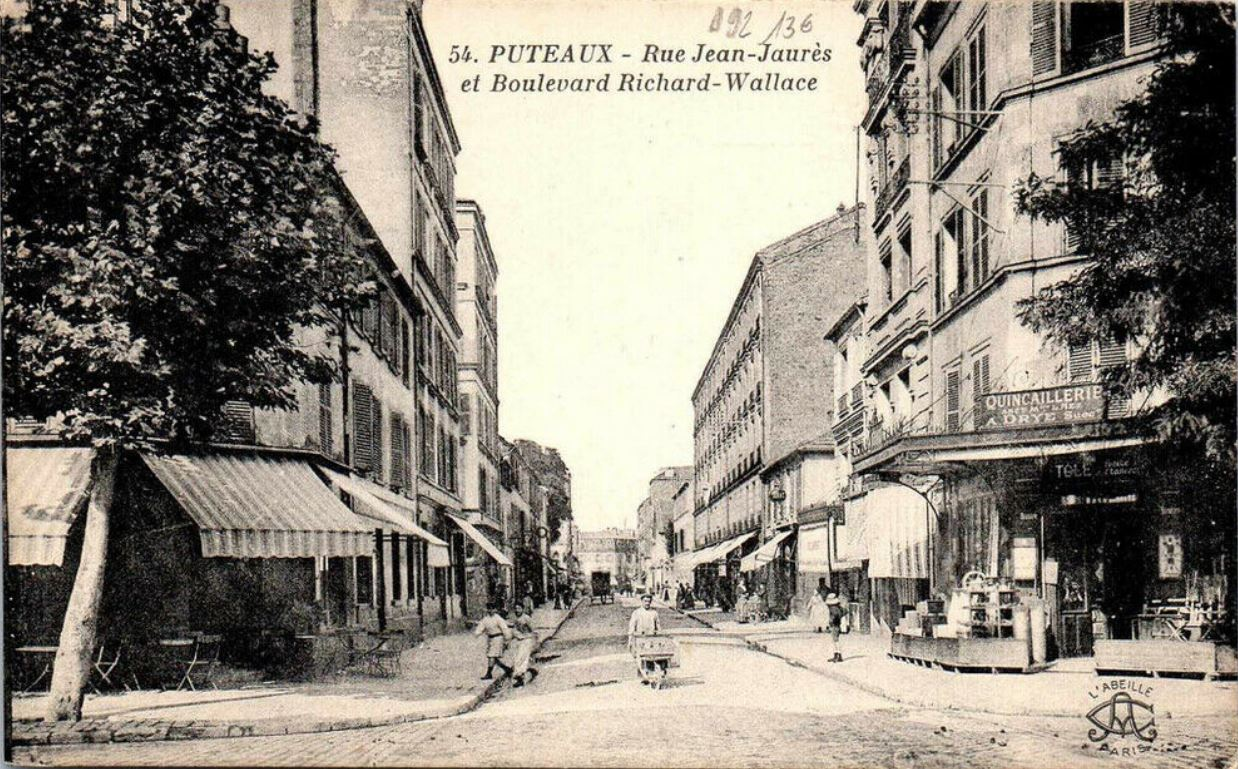
Puteaux: La rue Jean-Jaurès à l'angle du boulevard Richard-Wallace.

Partant de l'ouest, au croisement de la rue des Bas-Rogers, de la rue Auguste-Blanche et de la rue de Verdun, à la limite de Suresnes, cette rue croise tout d'abord le boulevard Richard-Wallace. Elle marque ensuite le point de départ de la rue Collin et de la rue Saulnier.
Arrivée place Antoine-et-Simone-Veil, au carrefour de la rue Chante-Coq et de la rue Godefroy, elle bifurque vers la droite et traverse la rue Rousselle et passe le croisement de la rue Arago et de la rue des Pavillons.
Elle traverse ensuite le carrefour de la rue Paul-Lafargue et du boulevard Alexandre-Soljenitsyne. Elle se termine au bord de la Seine, où la rue Bellini rencontre le quai De Dion-Bouton.
Elle est accessible par la station de métro Esplanade de la Défense, sur la ligne 1 du métro de Paris.

## Origine du nom
Cette rue fait référence à Jean Jaurès (1859-1914), homme politique socialiste français.

## Historique

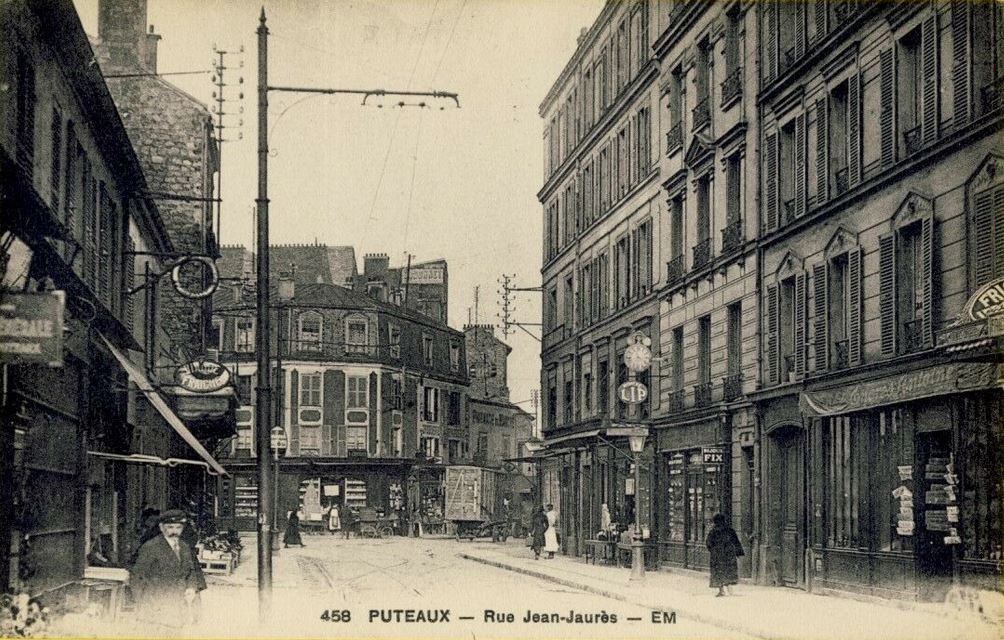
Puteaux: La rue Jean-Jaurès.

Cette voie qui fut terminée en 1800 a d'abord été désignée sous le nom de « route de Suresnes à Paris ». En 1851, on l'appelle « route de Paris » puis en septembre 1914, son nom actuel lui est attribué.

## Bâtiments remarquables et lieux de mémoire
- Jardin aux Camélias.
- Square Léon-Blum.

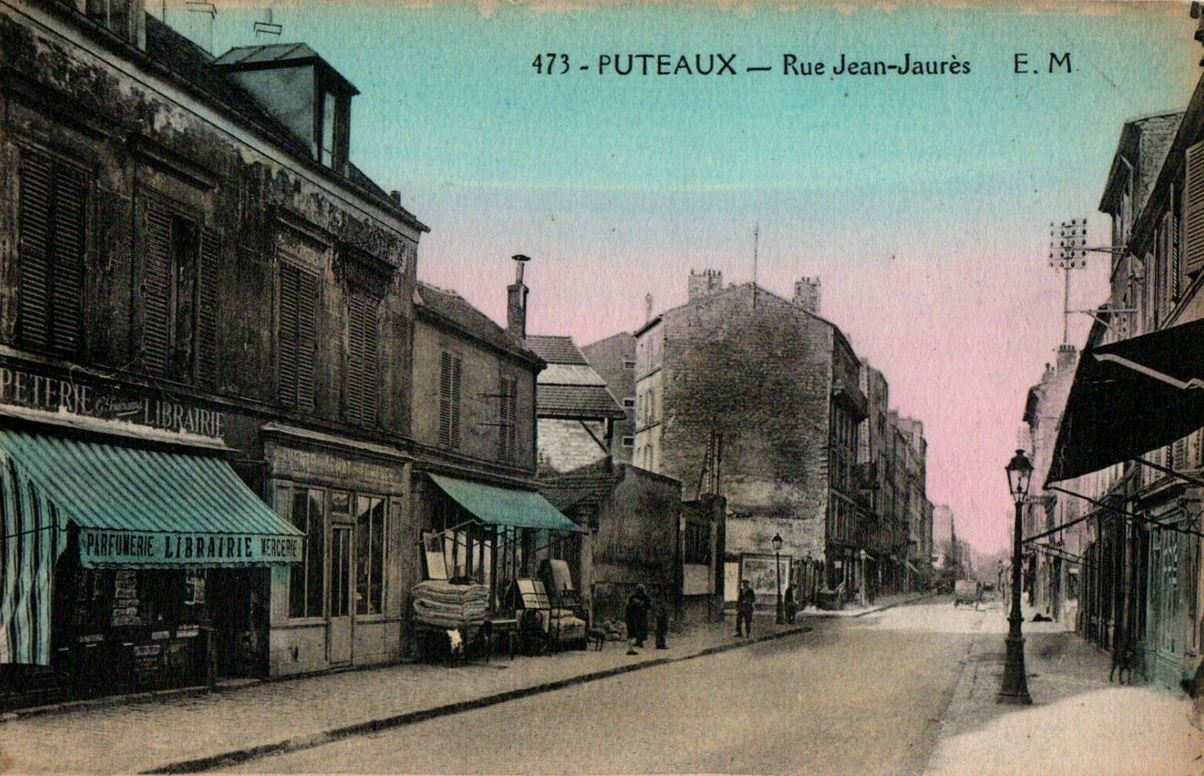
La rue Jean-Jaurès, carte colorisée.

- Tour Initiale, anciennement Tour Nobel.
- Mairie de Puteaux, sur l'esplanade de l'Hôtel-de-Ville.